# 28531 Nikbogdanov
28531 Nikbogdanov è un asteroide della fascia principale. Scoperto nel 2000, presenta un'orbita caratterizzata da un semiasse maggiore pari a 2,4685660 UA e da un'eccentricità di 0,1805441, inclinata di 3,41288° rispetto all'eclittica.